# Nguyên hàm

Ký hiệu của tích phân

Trong bộ môn giải tích, một nguyên hàm (tiếng Anh: primitive hoặc đơn giản hơn là anti-derivative) của một hàm số thực liên tục cho trước f là một hàm F sao cho có đạo hàm bằng f, nghĩa là, F'  = f. Quá trình tìm nguyên hàm được gọi là tích phân bất định. Tìm một biểu thức cho nguyên hàm là công việc khó hơn so với việc tìm đạo hàm, và không phải luôn luôn thực hiện được.
Tuy nhiên, bất kỳ hàm số liên tục trên đoạn hay khoảng từ giá trị a đến b, thì đều tồn tại nguyên hàm của hàm số đó trên đoạn/khoảng từ a đến b nêu trên.
Nguyên hàm được liên hệ với tích phân thông qua định lý cơ bản của giải tích,cung cấp một phương tiện tiện lợi để tính toán tích phân của nhiều hàm số.

## Định nghĩa
Cho hàm số f xác định trên K với K là một đoạn, khoảng hoặc nửa khoảng. Hàm số F được gọi là nguyên hàm của hàm số f trên K nếu F(x) khả vi trên K và F(x) = f(x) với mọi x thuộc K. Thí dụ:
(1) Hàm số f (x) = cos x có nguyên hàm là F (x) = sin x vì (sin x)' = cos x (tức F '(x) = f (x)).
(2) Hàm số f (x) = ax có nguyên hàm là F(x) = {\displaystyle {\frac {a^{x}}{\ln a}}} vì {\displaystyle \left({\frac {a^{x}}{\ln a}}\right)'} = ax.
Giả sử hàm số F là một nguyên hàm của hàm số f trên K. Khi đó: với mỗi hằng số C, hàm số y = F(x) + C cũng là một nguyên hàm của f trên K và ngược lại với mỗi nguyên hàm G của f trên K thì tồn tại một hằng số C sao cho G(x) = F(x) + C với mọi x thuộc K. Do đó ta thấy nếu F là một nguyên hàm của f trên K thì mọi nguyên hàm của f trên K đều có dạng F(x) + C với số thực C. Vậy F(x) + C với số thực C là họ tất cả các nguyên hàm của f trên K. Kí hiệu: {\displaystyle \int f(x)\,dx.}
Người ta chứng minh được mọi hàm số liên tục trên K đều có nguyên hàm trên K. Các hàm số có nguyên hàm trên K được gọi là khả tích trên K.

## Tính chất
1) Nguyên hàm là một ánh xạ tuyến tính. Tức là nếu f và g là hai hàm số liên tục trên K thì
- {\displaystyle \int [f(x)+g(x)]\,dx=\int f(x)dx+\int g(x)dx}
- {\displaystyle \int kf(x)dx=k\int f(x)dx} (với mọi số thực k khác 0).

Ví dụ: 
{\displaystyle \int \sin ^{2}x\,dx=\int {\frac {1-\cos 2x}{2}}dx={\frac {1}{2}}\int dx-{\frac {1}{2}}\int \cos 2xdx={\frac {x}{2}}-{\frac {\sin 2x}{4}}+C}.
2) Tích phân từng phần (xuất phát từ tính chất vi phân của tích): Nếu f = f(x) và g = g(x) là hai hàm số liên tục và khả vi trên K thì:
{\displaystyle \int f(x)d(g(x))=f(x)g(x)-\int g(x)d(f(x))}
do: 
{\displaystyle d(f(x)g(x))=f(x)d(g(x))+g(x)d(f(x))})
Tính chất này thường được sử dụng để đưa việc tìm nguyên hàm của một hàm khó hoặc phức tạp hơn (thường là tích của nhiều loại hàm) về việc tìm nguyên hàm của một hàm dễ hoặc đơn giản hơn.
Ví dụ:
- Tích của hàm luỹ thừa và hàm mũ:

{\displaystyle \int x^{2}e^{x}dx=\int x^{2}d(e^{x})=x^{2}e^{x}-\int e^{x}d(x^{2})=x^{2}e^{x}-2\int xe^{x}dx=x^{2}e^{x}-2\int xd(e^{x})=x^{2}e^{x}-2xe^{x}+2\int e^{x}dx=x^{2}e^{x}-2xe^{x}+2e^{x}+C}
- Tích của hàm luỹ thừa và hàm lượng giác:

{\displaystyle \int x\cos xdx=\int xd(\sin x)=x\sin x-\int \sin xdx=x\sin x+\cos x+C}
- Tích của hàm mũ và hàm lượng giác:

{\displaystyle I=\int e^{x}\cos xdx=\int \cos xd(e^{x})=e^{x}\cos x-\int e^{x}d(\cos x)=e^{x}\cos x+\int e^{x}\sin xdx=e^{x}\cos x+\int \sin xd(e^{x})=e^{x}\cos x+e^{x}\sin x-\int e^{x}d(\sin x)=e^{x}(\sin x+\cos x)-\int e^{x}\cos xdx=e^{x}(\sin x+\cos x)-I}
Suy ra:
{\displaystyle 2I=e^{x}(\sin x+\cos x)}
hay
{\displaystyle I={\frac {1}{2}}e^{x}(\sin x+\cos x)+C}
3) Nguyên hàm của hàm hợp: Nếu F = F(g) là nguyên hàm của f = f(g) và g = g(x) là một hàm liên tục và khả vi trên K thì:
{\displaystyle \int f(g)g'(x)dx=\int f(g)dg=F(g(x))+C}
Ví dụ:
{\displaystyle \int \tan xdx=\int {\frac {\sin x}{\cos x}}dx=-\int {\frac {(\cos x)'}{\cos x}}dx=-\int {\frac {d(\cos x)}{\cos x}}=-\ln |\cos x|+C}

## Ý nghĩa
Các nguyên hàm có ý nghĩa quan trọng vì chúng được dùng để tính toán các tích phân, sử dụng định lý cơ bản của giải tích: nếu F là một nguyên hàm của f, thì:
{\displaystyle \int \limits _{a}^{b}f(x)\,dx=F(b)-F(a).}
Vì lý do này, tập hợp tất cả các nguyên hàm của một hàm f cho trước đôi khi được gọi là tích phân bất định của f và được ký hiệu bằng dấu tích phân, không có các cận:
{\displaystyle \int f(x)\,dx.}
Nếu F là một nguyên hàm của f, và hàm f xác định trên một khoảng nào đó, thì mọi nguyên hàm G khác của f khác với F bởi một hằng số: tồn tại một số C sao cho G(x) = F(x) + C với mọi x. 
Nếu tập xác định của F gồm hai hay nhiều khoảng, thì có thể chọn những hằng số khác nhau trên mỗi khoảng. Ví dụ
{\displaystyle F(x)={\begin{cases}-{\frac {1}{x}}+C_{1}\quad x<0\\-{\frac {1}{x}}+C_{2}\quad x>0\end{cases}}}
là nguyên hàm tổng quát nhất của {\displaystyle f(x)=1/x^{2}} trên tập xác định {\displaystyle (-\infty ,0)\cup (0,\infty ).} của nó.
Mọi hàm liên tục f đều có nguyên hàm.
Có nhiều hàm số có nguyên hàm nhưng không thể biểu diễn dưới dạng các hàm sơ cấp. Ví dụ:{\displaystyle \int e^{-x^{2}}\,dx,\qquad \int {\frac {\sin(x)}{x}}\,dx,\qquad \int {\frac {1}{\ln x}}\,dx.}

## Công thức nguyên hàm của một số hàm số cơ bản
Hàm hằng, hàm luỹ thừa:
- {\displaystyle \int 0dx=C}
- {\displaystyle \int dx=x+C}
- {\displaystyle \int x^{a}dx={\frac {x^{a+1}}{a+1}}+C} với {\displaystyle a\neq -1}

Hàm mũ, hàm logarit:
- {\displaystyle \int e^{x}dx=e^{x}+C}
- {\displaystyle \int a^{x}dx={\frac {a^{x}}{\ln a}}+C}
- {\displaystyle \int {\frac {dx}{x}}=\ln |x|+C}

Hàm lượng giác:
- {\displaystyle \int \cos xdx=\sin x+C}
- {\displaystyle \int \sin xdx=-\cos x+C}
- {\displaystyle \int {\frac {dx}{\cos ^{2}x}}=\int (1+{\tan ^{2}x})dx=\tan x+C}
- {\displaystyle \int {\frac {dx}{\sin ^{2}x}}=\int (1+{\cot ^{2}x})dx=-\cot x+C}

Hàm lượng giác ngược:
- {\displaystyle \int {\frac {dx}{\sqrt {1-x^{2}}}}=\arcsin x+C=-\arccos x+C}
- {\displaystyle \int {\frac {dx}{x^{2}+1}}=\arctan x+C=-\operatorname {arccot} x+C}

Các công thức trên vẫn đúng nếu ta thay {\displaystyle x} bằng {\displaystyle u=u(x)} là hàm liên tục và khả vi trên miền xác định.

### Danh mục
- Nguyễn Cam, Nguyễn Văn Phước. Phương pháp giải toán Giải tích 12 theo chương trình mới nhất (Tái bản lần 1). Nhà xuất bản Đại học sư phạm,, Hà Nội 2011.